# 阿塔卡馬巨龍屬
阿塔卡马巨龙属（学名：Atacamatitan，意为“阿塔卡马沙漠的巨人”）是一属泰坦巨龙类蜥脚亚目恐龙，生存于晚白垩世的南美洲，该属的正模标本也让它成为了智利发现的化石最完整的恐龙之一。

## 发现与命名
2000年2月，为了在智利寻找中生代化石，智利和巴西的研究人员成立了一个由智利国家自然历史博物馆和巴西国家博物馆组织的前往安托法加斯塔大区的初步考察队。在这次探险中，他们发现了托拉尔组（Tolar Formation）的沉积物，该地层位于卡拉马镇以北约150公里，距El Abra铜矿以东50公里。
该地层的沉积物由分层良好的角砾岩、砾岩和砂岩的红色连续岩层组成。2001年7月组织了第二次考察，并在此基础上对该地层进行挖掘，最终发现了阿塔卡马巨龙的模式标本：SGO-PV-961。化石残骸在安托法加斯塔大区阿塔卡马沙漠Conchi Viejo镇附近2 m²的岩石露头表面发现，属于同一具个体。该地层的地质年龄不确定，可能是从晚白垩世一直延续到古新世。然而，阿塔卡马巨龙的发现似乎支持了前者。该属后来于2011年被亚历山大·克尔纳（Alexander Kellner）等人命名和描述并在成为智利已知最完整的泰坦巨龙类之一。属名Atacamatitan指化石发现地阿塔卡马沙漠，希腊语单词Τιτάν意思是巨人。种名chilensis指的是智利。目前，模式标本保存在智利国家自然历史博物馆。

## 叙述

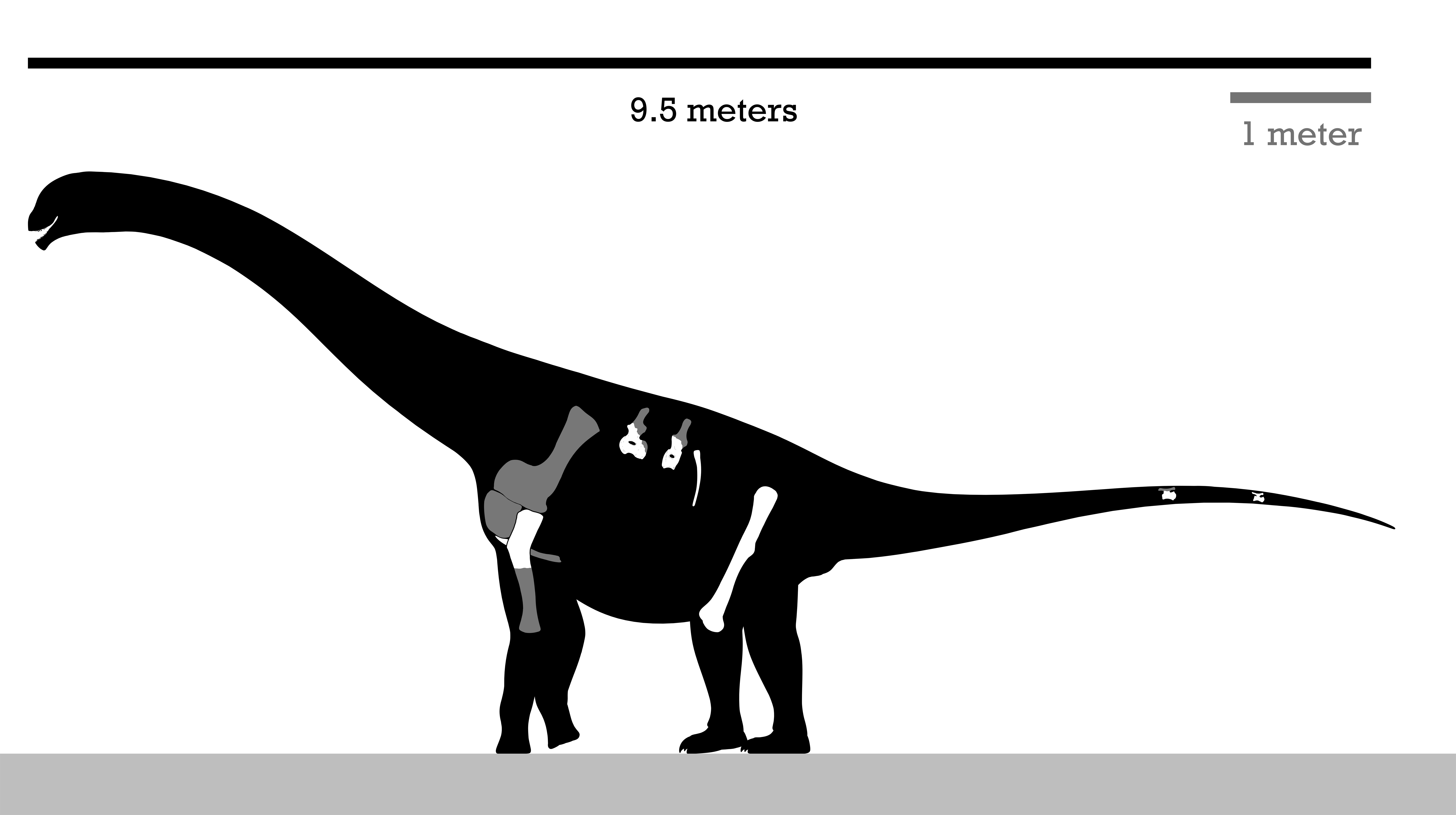
阿塔卡马巨龙正模标本骨骼与身高1.8米的成年人体型大小比较的示意图

正模标本，SGO-PV-961，由右股骨、肱骨近端、两个背椎、尾椎、背肋和可能的胸骨碎片、其它尾椎碎片和一些不确定的骨头组成。由于广泛的矿化作用，大多数骨头都有轻微的变形，呈红色，并且相当笨重。虽然个体尺寸还不确定，但托马斯·霍尔茨估计其可能的重量在8至16 t（8,000.0至16,000.0）之间。
根据克尔纳等人2011年的研究，该属被认为背椎体具有侧凹、略微弯曲且不指向后方，背椎腹侧表面凹陷，尾椎后部有侧方扁平的神经棘，前缘呈叶片状，股骨近端逐渐变小，直到其总长度的三分之二。

### 脊椎

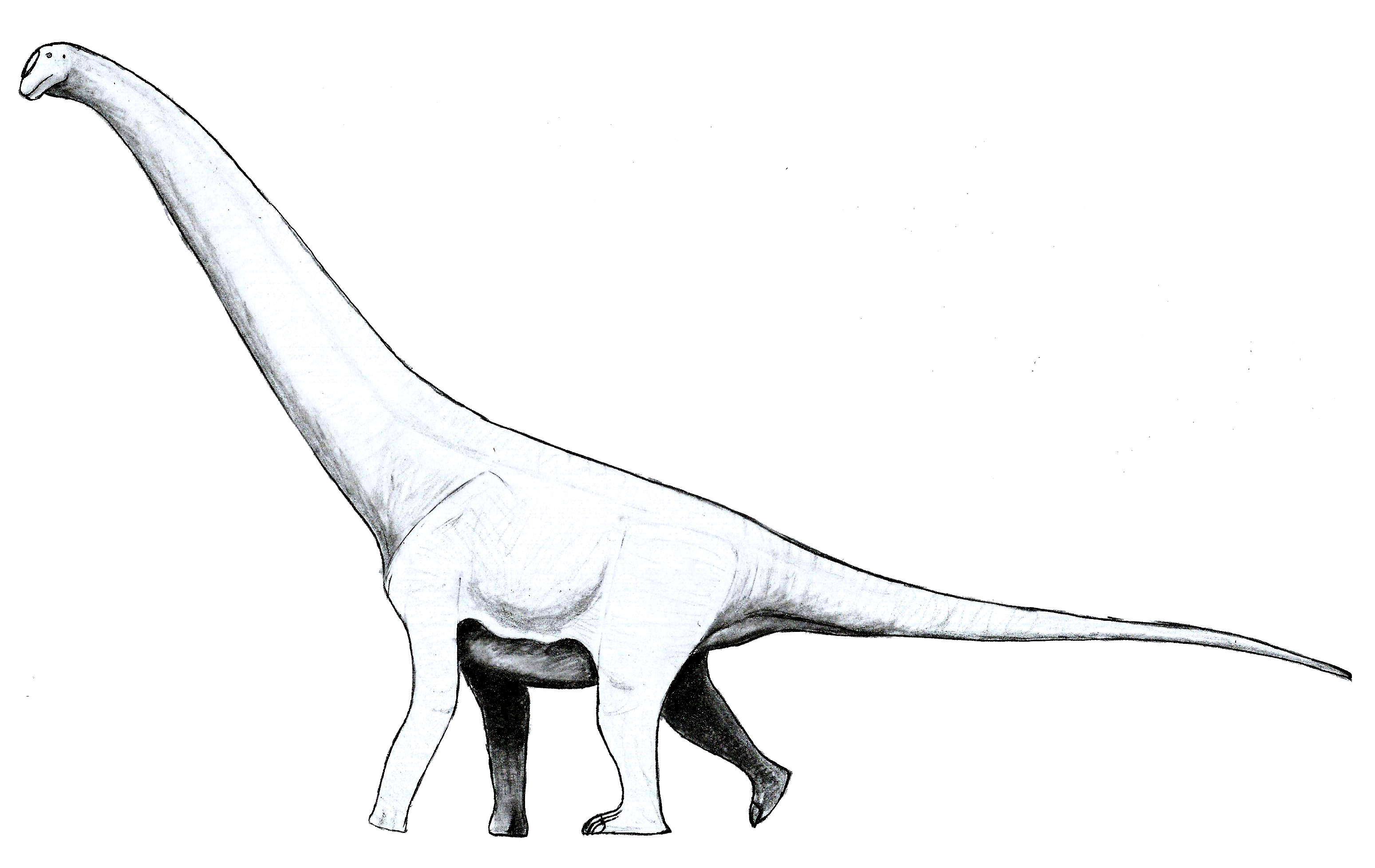
阿塔卡马巨龙的重建图

两个保存下来的背椎较为破碎，具有部分神经弓。两个椎骨都是后方凹陷的。背椎SGO-PV-961a的特点是椎体拉长，侧凹呈圆形，而且与其他泰坦巨龙类相比较短。标本的神经弓丢失，由于保留下来的尺寸，它可能比高更宽。第二节背椎SGO-PV-961b前后受压，神经弓部分保留。这些脊椎骨不同于其他的泰坦巨龙类，如冈瓦纳巨龙、萨尔塔龙、三角区龙和乌贝拉巴巨龙，因为椎体的腹侧边缘非常凹陷。考虑到其脊椎的所有特征，阿塔卡马巨龙明显不同于该分类群中的所有其他属，其脊椎上的侧凹呈圆形，不向后延伸。
虽然发现了一些尾椎，但只有两块保存完好。两块椎骨都来自尾巴的中间和后端。尾椎SGO-PV-961c仅保留椎体，背腹受压，缺乏侧凹。椎体保留了两个连接人字骨的突起，腹侧和侧面是弯曲的。第二节尾椎SGO-PV-961h几乎完整，只是缺少右侧椎骨上关节突。其与SGO-PV-961c相似，只是更小且朝向后方。上关节突延长，达到前椎体长度的近30%。椎骨关节后突缩小并位于神经棘的腹侧边缘。神经弓保存在椎体的前半部分。

### 前肢与后肢
化石发现地亦出土了肋骨，最完整的是SGO-PV-961d，尽管还不知道阿塔卡马巨龙的肋骨是否像其他泰坦巨龙类一样有气腔或小孔。其前后受压，背腹径比前后径长。骨端和肋骨结节皆是碎片。不完整的胸板薄且边缘光滑；由于它的不完整性，它的形态是未知的。右肱骨非常零碎，仅保留近端，虽然远端扩张缺失，但明显缩小；其前端为肌肉附着而保留了一个发达的凹陷。
保存下来的右股骨较其它骨骼更为纤细，表明这种动物有着更强壮的前肢。这是该属一个潜在的独有衍征。其测量出的长度为1.10米（110 cm），股骨头缺失，其次，它保留了发育良好的第四转节，延伸至近四分之一。

## 分类
在最初的叙述中，阿塔卡马巨龙被归入泰坦巨龙科。然而，鉴于正模标本的不完整，大多数系统发育分析排除了该属。尽管如此，Rubilar-Rogers和Gutstein仍在2012年进行了一项初步分析，最终在一个含纳摩盖吐龙、掠食龙、泰坦巨龙与萨尔塔龙科的分支中发现了阿塔卡马巨龙。阿塔卡马巨龙被放置在岩盔龙类中。